# Campo Lugar
Campo Lugar ist ein Ort und eine Gemeinde (municipio) mit 804 Einwohnern (Stand: 2024) in der Provinz Cáceres in der Autonomen Region Extremadura in Spanien.

## Lage und Klima
Campo Lugar liegt in einer Höhe von ca. 115 m. Die Provinzhauptstadt Cáceres liegt gut 75 km (Fahrtstrecke) nordwestlich.

## Bevölkerungsentwicklung
| Jahr      | 1970 | 1981 | 1991 | 2001 | 2011 | 2021 |
| Einwohner | 1680 | 1307 | 1304 | 1209 | 1006 | 824  |

Der deutliche Bevölkerungsrückgang seit den 1950er Jahren ist im Wesentlichen auf die Mechanisierung der Landwirtschaft sowie die Aufgabe bäuerlicher Kleinbetriebe („Höfesterben“) und den damit einhergehenden Verlust von Arbeitsplätzen zurückzuführen.

## Sehenswürdigkeiten

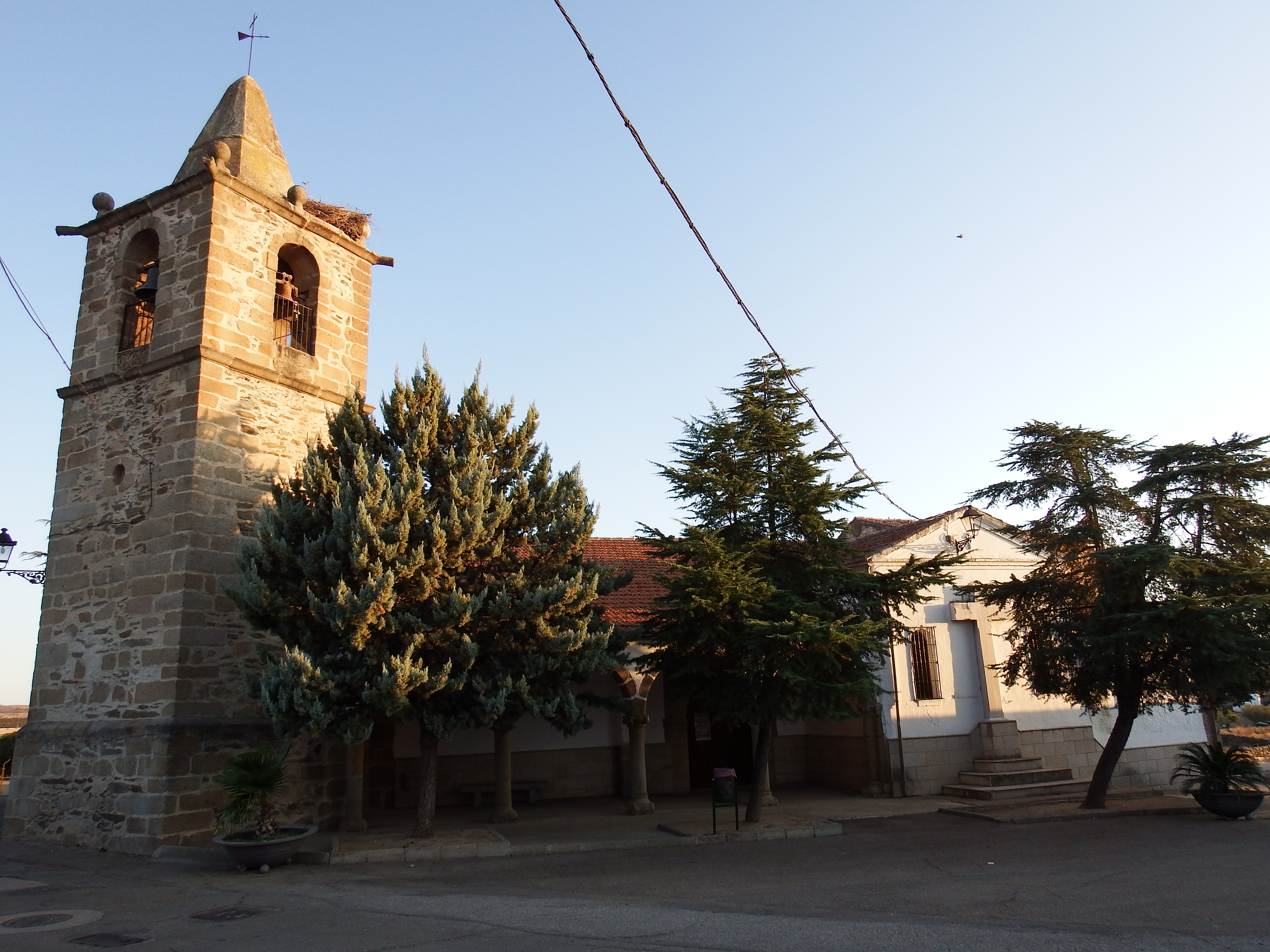
Kirche Mariä Engeln
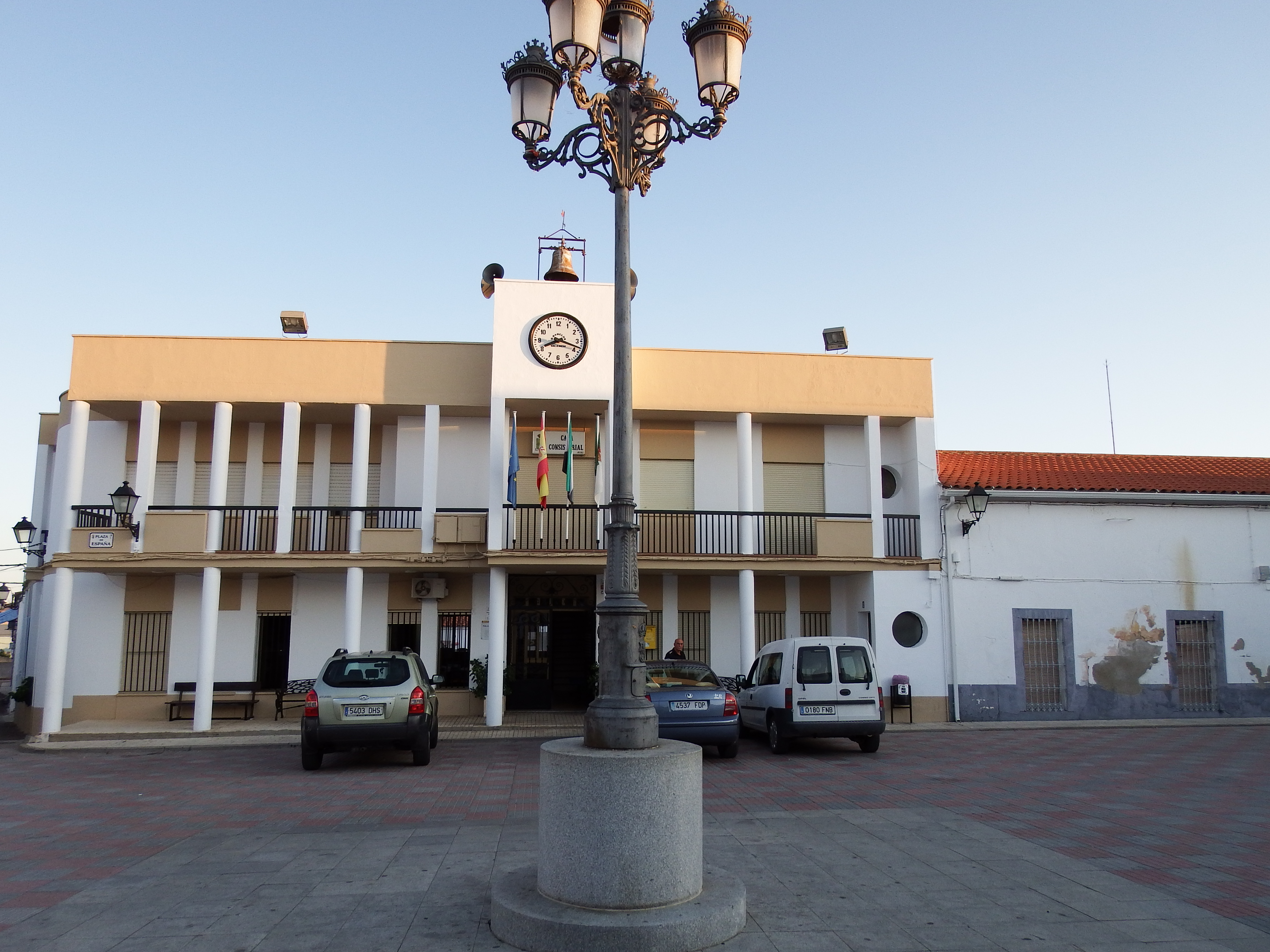
Rathaus

- Kirche Mariä Engeln
- Rathaus